# Peer Gynt
A Peer Gynt Henrik Ibsen norvég drámaíró ötfelvonásos drámai költeménye, a leggyakrabban játszott norvég színpadi művek egyike. A darabot Ibsen 1867-ben dán nyelven írta meg Olaszországban. Az első kiadásból 1250 könyvet publikált a Gyldendal kiadó Dániában. Annak ellenére, hogy az első példányok hamar elfogytak, a következő 2000-et csak hét év alatt sikerült eladniuk. Ibsent a darab megírásához Peter Christen Asbjørnsen norvég mesegyűjteménye segítette. 
A mű Peer Gynt, a főszereplő kalandjait meséli el, a norvég hegyektől egészen az észak-afrikai sivatagig. Klaus van den Berg szerint a gyökerei romantikusak, de a darab már a korai modernizmus jeleit mutatja. A Peer Gyntöt a halogatásokkal teli élet leírásaként is emlegetik. 
Bár Bjørnstjerne Bjørnson azt mondta a darabról, hogy kitűnő munka a norvég egoizmusról és korlátoltságról, Clemens Petersen kijelentette, hogy a darab nem költészet. Ezek a vádak zavarták Ibsent, és azt válaszolta, hogy „igenis költészet, ha nem az, az lesz. A költészet konceptusa az országunkban, Norvégiában, ez után fog igazodni.”
A Peer Gyntöt először 1876. február 24-én mutatták be Oslóban.
Magyar fordításban először 1899-ben adták ki. Első magyarországi bemutatója a [[Magyar Színház (Budapest, 1897–1948)|Magyar Színházban volt 1917. június 2-án.

## Személyek
- Åse, özvegy parasztasszony
- Peer Gynt, a fia
- Két vénasszony, zsákokkal
- Aslak, kovács
- Jövevény házaspár, menyegzői vendégek, násznagy, hegedűs stb.
- Solveig, Helga, a lányaik
- A haegstadi gazda
- Ingrid, a lánya
- A vőlegény és szülei
- Három pásztorlány
- Zöldruhás nő
- Dovre papa
- Udvari manók, törpék, koboldok, manófiúk, manólányok, manóbanyák stb.
- Csúnya fiú, hang a sötétben, madárrikoltás
- Kari, béresasszony
- Master Cotton, Monsieur Ballon, von Eberkopf, Trumpeterstråle, utazók
- Tolvaj és orgazda
- Anitra, egy beduin törzsfőnök leánya
- Arabok, rabszolganők, táncoló lányok stb.
- Memnon-szobor (éneklő)
- Szfinx (néma)
- Begriffenfeldt, professzor, dr. phil., a kairói bolondokháza igazgatója
- Huhu, malabár nyelvújító
- Fellah, aki múmiát cipel
- Husszein, egy keleti ország minisztere
- Őrültek, ápolók
- Norvég hajóskapitány és legénysége
- Idegen utas
- Pap, halottas menet, bíró, gomböntő, sovány ember

## Cselekménye
|  | Alább a cselekmény részletei következnek! |

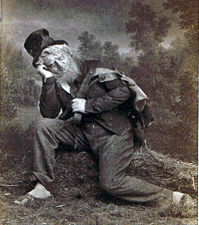
Henrik Klausen mint Peer Gynt a dráma bemutatóján

Peer Gynt egy lecsúszott család sarja. Apja, Jon Gynt fényűző életet élt, amíg el nem tékozolta a család teljes vagyonát, és végül elhagyta feleségét, Åsét és fiát, Peert. Åse abban reménykedik, Peer újrateremti a család vagyonát és jó hírnevét, de hamar kiderül, hogy erre alkalmatlan: Peer a mesék világában él, ezeket átkölti úgy, mintha vele történtek volna meg. Ezért a legtöbben megvetik.
A dráma elején Peer Gynt épp egy rénszarvasvadászatról szóló norvég népmesét mond el anyjának úgy, mintha ő lett volna a főszereplő. Anyja, miután rájön, hogy hallotta már a történetet, leszidja Peert ezért, valamint azért is, mert elszalasztotta a lehetőséget, hogy feleségül vegye Ingridet, a környék leggazdagabb birtokosának lányát. Peer ezután Ingrid másnapra tervezett esküvője színhelyére indul. Åse ebben szeretné megakadályozni, de Peer felteszi őt egy malomtetőre.
Az esküvőn Peert kinevetik, összesúgnak a háta mögött, főleg Aslak, a kovács, akivel régebben már összeverekedett egyszer Peer. Az esküvő helyszínén Peer megismeri a jövevény házaspárt és lányaikat, Solveiget és Helgát. Felkéri táncra Solveiget, de a lány fél tőle, ezért visszautasítja. Peer Gynt inni kezd, majd meghallja, hogy Ingrid, a menyasszony bezárta magát szobájába, és nem hajlandó előjönni. Peer megszökik Ingriddel, és vele tölti az éjszakát, majd elzavarja, mert Solveiget szereti.
Peernek menekülnie kell, Åse és Solveig a keresésére indulnak. Peer három parasztlánnyal találkozik, akik arra várnak, hogy manófiúk menjenek velük lefeküdni. Peer azt mondja, ő elég manó lesz hármuknak. Másnap kótyagosan, a régi fényűzésről álmodozva sziklába veri a fejét, és elájul.
A következő jelentben egy zöldruhás nő a manók barlangjába csábítja. Peer a zöldruhás nő kezét és Dovre apó manókirályságát kéri, de Dovre apó feltételeket támaszt. Peernek alkalmazkodnia kell a manóléthez, tehénlepényt kell ennie és bikasört kell innia, farkat kötnie, és az emberek mottója helyett („ember, légy önmagad!”) a manóké szerint („manó, légy magadnak elég!”) kell élnie. De amikor a manók bele akarnak metszeni a szemébe, hogy látását is megváltoztassák, megijed, hogy innen már nem lesz visszaút, és nagy küzdelmek árán elmenekül.
A következő jelenetben a sötétben a nagy Görbével találkozik, aki azt mondja neki: "kerülj kívül". Peer Gynt megpróbál áttörni, de nem tudja legyőzni a Görbét, aki tétlenül nézi Peer viaskodását. Peer már összerogy, de Solveig megmenti: amikor a Görbe már majdnem elkapja Peert, harangkongás és zsoltárének hallatszik fel, és a Görbe semmivé foszlik, mert Peer túl erős volt: nők álltak mögötte.
Felébredvén Peer Helgával és Solveiggel találkozik. A lányok félnek tőle, Solveig elmenekül. Utána fut Helga is, akivel Peer egy ezüstgombot küld Solveignek.
Peer Gynt ezután számkivetettként az erdőben kunyhót épít magának. Solveig családját otthagyva Peerhez akar költözni, de ekkor megjelenik a zöldruhás nő Peer sánta állítólagos fiával, aki csupán Peer vágyai miatt született, és a részét követeli. Peer megijed, és elmenekül.
Épp hazaér anyja halála előtt. Most Peer mesél anyjának úgy, ahogy kiskorában anyja mesélt neki. Åsét a mesében rénszarvas viszi a mennyországba. Åse a mese végére meghal. Peer Gynt messzi útra indul.
Ezután sikeres üzletemberként láthatjuk Peert, aki a görög szabadságharcban a pénz oltárán az elveket feláldozva az erősebb törököknek kíván segíteni. Társai ezt hallva átveszik a hajón a hatalmat, Peer egyedül marad a marokkói partokon. A császár mások által ellopott lován és ruhájában prófétaként érkezik egy arab törzshöz. Anitrát, a törzsfőnök lányát szeretné megszerezni magának, de az a kincseivel elmenekül.
Peer történésznek áll, hallja a Memnon-szobrot énekelni. Megismerkedik a néma Szfinx mögül előbújó Begriffenfelddel, a kairói bolondokháza igazgatójával, aki szerint az abszolút ész az előző napon este 11-kor kiszenvedett, és mostantól a bolondok lettek az új ész szerint az épeszűek és fordítva. Peert császárként üdvözlik, az önmagukba zárt ének császáraként. Peer összeroskadva "minden bolondok gyámolítójának" segítségét kéri.
Peer ezután hazautazik, de útközben hajótörést szenved. Hogy saját életét megmentse, megöl egy szakácsot. Találkozik az idegen utassal, aki meg szeretné venni a holttestét tudományos célból: hogy kiderítse, hol van az emberben az álmok székhelye.
Pont egy temetésre ér haza, egy férfit temetnek, aki fiatalkorában egy sarlóval levágta egy ujját, hogy ne sorozzák be. Ennek annak idején Peer Gynt is szemtanúja volt. A közösség által megvetetten és számos csapást elszenvedve a férfi mindenkitől távol a családjáért dolgozott, a pap szerint a túlvilágon értékelni fogják, hogy végig önmaga volt.
Peer Gynt meglátja a kunyhójukban éneklő Solveiget, és rettegve elfut. A tűzvész pusztította erdőben gyalogolva gombolyagok akadnak útjába, melyek az ő el nem gondolt gondolatai. Falevelek hullanak, a rejtvények, amiket megfejthetett volna, de nem tette. A levegőben az el nem dalolt dalai susognak, az ágakról a ki nem omlott könnyei záporoznak harmatcseppekként. A tört fűszálak, Peer meg nem alkotott művei azzal fenyegetőznek, a végítéletkor Peerre olvassák vétkét. Peer ezután messziről meghallja Åse hangját, aki arra panaszkodik, Peer rossz kocsis volt, nem sikerült a kastélyba szállítania anyját. Peer ismét elfut.
Találkozik a Gomböntővel, aki azt mondja, Peer nem volt sem elég jó, sem elég gonosz, ezért nem juthat sem a mennybe, sem a pokolba. Nem volt önmaga, ezért olyan, mint a fületlen gomb: mivel az Úr nem pazarol, újra kell önteni. Peer kölcsön kéri magát, megpróbálja bebizonyítani, hogy igenis önmaga volt.
A lecsúszott Dovre apót hívja tanúnak, aki megtagadja a tanúskodást: azt mondja, miközben menekült, Peer füle mögé vésték a manók jelszavát, és Peer Gynt azóta is eszerint élt, manóbb volt a manónál. Peer ezután a Sovánnyal (valószínűleg a sátánnal) találkozik, és bebocsáttatást kér a pokolba, hogy elkerülje az öntőkanalat, de nem sikerül bebizonyítania, hogy eléggé bűnös.
Peer kétségbe esik, de ismét meghallja az éneklő Solveiget, és erőt véve magán most nem kerül, hanem egyenesen hazatér, Solveigtől remélve, hogy ő kikiáltja a bűnlajstromát. Solveig azt mondja, Peernek nincs semmi vétke. Peer megkéri Solveiget, fejtse meg a titkot: hol élt Peer, ahogy Isten agyában megszületett, Isten tervének bélyegével. Solveig azt válaszolja, az ő hitében, reményében, szeretetében. Peer anyjának hívja Solveiget, és arra kéri, rejtse el őt magában. A nap felragyog, Solveig altatódalt énekel. A Gomböntő azt mondja, az utolsó keresztútnál várja Peert, egyelőre nem mondhat többet. Solveig még hangosabban énekel.
|  | Itt a vége a cselekmény részletezésének! |

## Grieg zenéje
Ibsen felkérte Edvard Grieget, hogy komponáljon kísérőzenét a darabhoz. Grieg egy kb. 90 perces művet komponált 1875-ben. Bemutatója 1876. február 24-én volt. Grieg kivonatolt két szvitet, amelyek négy darabból álltak, s idővel nagyon népszerű koncertdarabokká váltak. Eredetileg a második szvitben volt egy ötödik rész: A hegyi király lányának tánca, ezt később visszavonta. A zeneszerző azt mondta: inkább a saját feje után ír zenét, mintsem Ibsen szigorú kérései nyomán. Kompozícióját azóta több filmben is felhasználták.

## Magyarul
- Peer Gynt. Drámai költemény; ford. Patthy Károly; Nyugat, Budapest, 1918
- Peer Gynt. Henrik Ibsen drámai költeménye; ford. Sebestyén Károly; Lampel, Budapest, 1921 (Magyar könyvtár)
- Brand. Drámai költemény / Peer Gynt. Drámai költemény; ford. Hajdu Henrik, Patthy Károly; Athenaeum, Budapest, 1929 (Henrik Ibsen összes színművei)
- Peer Gynt. Drámai költemény; ford. Áprily Lajos; Nemzeti Színház, Budapest, 1940
- Peer Gynt; ford. Hajdu Henrik, bev. Hegedüs Géza; Magvető, Budapest, 1961